# Neumühle (Oberasbach)
Neumühle (fränkisch: Nai-miel) ist ein Gemeindeteil der Stadt Oberasbach im Landkreis Fürth (Mittelfranken, Bayern). Neumühle liegt in der Gemarkung Oberasbach.

## Geographie
Die Einöde liegt am linken Ufer der Rednitz und ist durch einen Anliegerweg und eine Brücke mit dem östlich angrenzenden Gebersdorf verbunden. Im Westen grenzt das Naturschutzgebiet Hainberg an.
Ein Flusspegel an der Fernabrücke über die Rednitz ist nach der Neumühle benannt.

## Geschichte
Der Ort wurde 1279 als „molendinum prope castrum [Altenberg]“ erstmals urkundlich erwähnt, als Eberhardus de Hertingsberg dem Nürnberger Klarissenkloster u. a. Güter in diesem Ort schenkte. 1316 wurde der Ort „mvle ze dem Berge“ genannt, ab 1393 „Neumühle“.
Gegen Ende des 18. Jahrhunderts bestand Neumühle aus einem Anwesen. Das Hochgericht übte das brandenburg-ansbachische Richteramt Roßtal aus. Grundherr war das St.-Klara-Klosteramt der Reichsstadt Nürnberg.
Von 1797 bis 1808 unterstand der Ort dem Justiz- und Kammeramt Cadolzburg. Im Rahmen des Gemeindeedikts wurde Neumühle dem 1808 gebildeten Steuerdistrikt Oberasbach zugeordnet. Es gehörte auch der im selben Jahr gegründeten Ruralgemeinde Oberasbach an.

### Einwohnerentwicklung
| Jahr      | 001818 | 001840 | 001861 | 001871 | 001885 | 001900 | 001925 | 001950 | 001961 | 001970 | 001987 |
| Einwohner | 22     | 15     | 57     | 111    | 123    | 96     | 76     | 99     | 91     | 29     | 33     |
| Häuser    | 2      | 2      |        |        | 7      | 6      | 8      | 3      | 4      |        | 2      |
| Quelle    | [ 11 ] | [ 12 ] | [ 13 ] | [ 14 ] | [ 15 ] | [ 16 ] | [ 17 ] | [ 18 ] | [ 19 ] | [ 20 ] | [ 1 ]  |

## Religion
Der Ort ist seit der Reformation evangelisch-lutherisch geprägt und war ursprünglich nach St. Rochus (Zirndorf) gepfarrt, aktuell ist die Pfarrei St. Markus in Altenberg zuständig. Die Einwohner römisch-katholischer Konfession sind nach St. Johannes in Oberasbach gepfarrt.